# Andritz (Graz)
Pour les articles homonymes, voir Andritz (homonymie).
Andritz est un quartier de la ville autrichienne de Graz.

## Géographie
Andritz se trouve sur la rive gauche de la rivière Mur, qui forme la frontière avec le district voisin de Gösting. La limite nord du district ou la limite de la ville traverse la partie sud du Grazer Bergland. Le point culminant du quartier est le Lineckberg, qui est également le point culminant de la ville sur la rive gauche de la Mur. D'autres collines connues sont l' Admonter Kogel et le Reinerkogel .
L' Andritzbach coule à travers Andritz dans le Mur. Elle prend sa source dans la commune voisine de Stattegg. La source Andritz-Ursprung qui s'y trouve est souvent désignée à tort à cause de son nom comme sa source .

## Histoire
La zone de l'actuel quartier d'Andritz était habitée dès l'époque romaine. Un cimetière de la fin de l'époque romaine se trouvait à Weinzödl. Le nom Andritz a été mentionné pour la première fois en 1265 sous le nom de « Endritz ». Le toponyme vient du slave ( jendrica = "eau qui coule rapidement"). De nombreux noms de colonies et de champs ici sont d'origine slave : Gabriach (de Gabraw ) ancien nom de St. Veit, Weinitzen (de vinica ) ; Zapuden, Schuritz, Glim et Rannach.
Andritz était une municipalité distincte jusqu'en 1938, date à laquelle elle a fusionné avec la partie sud de Weinitzen et rejoint Graz. Les limites finales du district ont été fixées en 1946.
L'industrie la plus importante d'Andritz, la société technologique  Andritz AG, a été créée par Josef Körösi en 1852. La plus grande de ses entreprises, une usine de pâte à papier, achetée en 1913, existait depuis 1790. En 2009, l'entreprise comptait 13 176 employés,.